# اس بي ام البحرية
اس بي ام البحرية ( أي أتش سي كالاند قبل يوليو 2005) هي مجموعة عالمية مقرها في هولندا من الشركات التي تبيع أنظمة وخدمات لصناعة النفط والغاز البحرية. بدأت الشركات التأسيسية أنشطتها الخارجية في أوائل الخمسينيات من القرن الماضي، وأصبحت شركة اس بي ام لاحقًا رائدة في أنظمة الربط الأحادي (SPM).  تقوم الشركة بتأجير وتشغيل سفن التخزين العائم والتفريغ، وتشارك في التصميم والهندسة والبناء والتركيب والتشغيل والعمر الافتراضي لحلول الإنتاج العائمة.   لصناعة النفط والغاز البحرية. وهي إحدى الشركات الرئيسية المدرجة في بورصة أمستردام يورونكست ، وهي عضو في مؤشر بورصة أمستردام منذ عام 2003. لقد غمرتها فضيحة فساد هائلة في البرازيل، حيث رشت مسؤولين في شركة النفط الحكومية بتروبراس من أجل تأمين العقود. لقد تجنبت الشركة الملاحقة الجنائية في هولندا بدفع تسوية قياسية قدرها 240 مليون دولار إلى المدعي العام الهولندي "بينما في البرازيل، فإن قضية بتروبراز للفساد - ودور اس بي ام البحرية الرئيسي في ذلك - تتصاعد بلا شك إلى ذروتها، ودرجة الحرارة في هولندا يبدو أنه انخفض بعد التوصل إلى تسوية قياسية مع المدعي العام الهولندي (OM) في نوفمبر من العام الماضي. تم شراء أكبر قضية فساد في التاريخ الهولندي من قبل شركة اس بي ام البحرية مقابل مبلغ قياسي قدره 240 مليون دولار في مقابل ذلك لم تتبع أي دعوى قضائية ولم يتم قبول أي اعتراف بالذنب. بالنسبة إلى OM ، كان من المهم أن تنفذ الشركة إصلاحات كبيرة لمنع إعادة المخالفة. وقال سيتس هيبكيما، مدير اس بي ام البحرية المريح والفخور في مقابلة مع صحيفة إن آر سي هاندلسبلاد الهولندية الرائدة في ديسمبر الماضي: "نحن الآن بجعة بيضاء في بحر أسود اللون". قال الرجل الذي استأجر لتنظيف الشركة إنه لا يتوقع غرامات إضافية في البرازيل. وقال "أعتقد حقًا أننا دفعنا مستحقاتنا". و "أنا أرفض أن أكون طفلة كريهة الرائحة في البرازيل في الفصل".  من أجل أن تكون قادرًا على المشاركة في عقود بتروبراز في المستقبل، وافقت اس بي ام البحرية أيضًا على تسوية بقيمة مليار ريال برازيلي مع الحكومة البرازيلية.  ومع ذلك، لا يزال العديد من المسؤولين التنفيذيين في اس بي ام البحرية يواجهون تهماً جنائية في البرازيل. 

## روابط خارجية
- الموقع الرسمي